# Ruben Orsini
Rubén Orsini es un referente del teatro con objetos en la Argentina. Es director, actor, creador, constructor y manipulador de todos los espectáculos que genera y lleva a cabo de manera autogestionada e independiente. 

## Biografía
Nació en Rosario, Argentina, el 27 de diciembre de 1975. Hijo de una familia de músicos, su padre tocaba el clarinete, y sus hermanos la trompeta y el saxo tenor. Cuando empezó a trabajar en 1994, ejerció el oficio de cerrajero alternándolo con su investigación en la pantomima. De esta fusión nacen sus marionetas y genera sus espectáculos, construyendo a través del tiempo personajes tan maravillosos como perturbadores.
En 1997 comenzó a desarrollar su trabajo en la vía pública de su país, y en el año 2000 viaja a Europa por primera vez, llevando su propuesta a ciudades de España, Francia, Italia y Suiza.
Su primer espectáculo de sala, "Esto no es vida" (2003), lo lleva a diferentes teatros de la Argentina, generando un reconocimiento a nivel nacional y ganando premios.Posteriormente crea su segundo espectáculo Cuatro kilos cuatrocientos cincuenta gramos (2005).Con su tercer espectáculo, Marionetas Orsini (2008), ya su reconocimiento es a nivel internacional, posicionándolo entre los marionetistas más destacados del mundo, siendo solicitado por diferentes escenarios latinoamericanos y europeos. 
Las propuestas de Orsini se sustentan en un mundo de pequeños objetos, residuos de la calle cuya insignificancia los vuelve imperceptibles. Esos mismos objetos, hilachas de un pasado, fueron tocados, apretados, ungidos y arrojados, y vuelven a la vida a través del talento de este creador, quien con su trabajo siempre alejado de las convenciones, logra que sus marionetas se conecten con algo del mundo de los humanos.
Su investigación comenzó en 1995 desde el arte de la pantomima. Poco a poco de forma autodidacta fue acercándose al mundo de los objetos. En la actualidad, y desde hace mucho años, es el constructor, autor, manipulador y director de sus espectáculos.

## Espectáculos
- 2014 - "Ausencia en el Aire"

…La ausencia se transforma en el aire, como el agua que se evapora o el
viento que se aleja. Sensación sobre sensación y momento tras momento…
…Simplemente como en sueños… Instantes que se transforman en poesía
- 2008- Marionetas Orsini.

Este espectáculo agrupa una antología de momentos breves en los que pequeñas criaturas son manipuladas para reflejar instantáneas de la calle, de nuestro hogar urbano. Fragmentos que rescatan lo bello en lo terrible, recreando un ensueño con caricias, besando imágenes con luces débiles. Historias livianas para que puedan flotar.
- 2005- "Cuatro kilos cuatrocientos cincuenta gramos".

Cuatrokiloscuatrocientoscincuentagramos pesé cuando llegué a mi hogar, cuatrokiloscuatrocientoscincuentagramos pesaba mi perro, cuatrokiloscuatrocientoscincuentagramos pesan mis golpes, cuatrokiloscuatrocientoscincuentagramos peso cuando vuelo. 
- 2003- "Esto no es vida".

Somos creados de la basura ajena rejuntados ensamblados fusionados y ahora criaturas elementales, débiles.

## Algunas presentaciones
- Continuas presentaciones en el Centro Cultural de la Cooperación - Capital Federal - Argentina
- Festival Internacional de Teatro Les Nuits de Fourviere - Lyon - Francia.
- Festival Internacional de Teatro de Belo Horizonte FITBH - Brasil-
- Teatro Discovery del Smithsonian Washington D. C., EE. UU..
- Teatro I.F.T, Capital Federal, Bs. As.
- Centro Cultural América, Salta.
- Teatro a una sola voz (festival de monólogos) México.
- Centro cultural del Bosque, Distrito Federal, México.
- Teatro Oscar Liera, Culiacán, México.
- Museo de Arte, Mazatlán, México.
- Teatro Victoria, Durango, México.
- Isauro Martínez, Torreón, México.
- Teatro de la Ciudad Saltillo, México.
- Centro Cultural, Nuevo Laredo, México.
- Sala experimental del Teatro de la Ciudad, Monterrey, México.
- Teatro Hidalgo, Colima, México.
- Teatro Lavarden, Rosario, Argentina.
- Teatro Cervantes, Junín, Mendoza, Argentina.
- Sala Nini Marshall, Ushuaia, Tierra del Fuego, Argentina.
- Museo de Mallorca, Palma de Mallorca, España.
- Teatro Mitre, Jujuy.
- Fiesta Nacional de la Nieve, Bariloche.
- Teatro Cervantes, Buenos Aires
- III Festival Internacional de Teatro de títeres de Alcázar de San Juan, España.
- Titirimundi, Festival Internacional de teatro de Títeres, España.
- XIII Rassegna Teatro di figura, Stabio Suiza.
- VII Festival Internacional de Títeres de Redondela, España.
- III Mostra de Teatre de Carrer de les Alqueries, España.
- XII Burattinarte, Rassegna Inbternazionale Teatro di figura, Italia.
- XIX Festival INternacional de Títeres, Alicante, España.
- Festival Internacional de Teatro, Rosario, Argentina.
- Festival Internacional de Teatro, Salta, Argentina.
- Festival Internacional Austral, Río Gallegos, Argentina.
- Festival Internacional en el fin del mundo, Ushuaia, Argentina.
- 25º Feria Internacional del Títere, Sevilla, España.
- IV Festival Internacional de teatro de Títeres de la Región de Murcia, España.
- 7º Encuentro Internacional de Títeres para adultos. Alcalá, La real (Jaén) España.
- II Festival Internacional de Teatro de las Tres Fronteras, Brasil, Paraguay, Argentina.
- Festival Internacional de Teatro, Viladecans, España.